# .cat
‎cat.دامنه‌ای است که برای منطقه کاتالان اسپانیا تعیین شده‌است هر چند با توجه به شباهت این عبارت با عبارت culture گاهی به مفهوم دامنه‌های متعلق به مراکز فرهنگی هم به کار می‌رود.